# Општина Ваду Кришулуј (Бихор)
Ваду Кришулуј (рум. Vadu Crişului) општина је у Румунији у округу Бихор.
Oпштина се налази на надморској висини од 418 m.